# Пинеланд (Савона)
Пинеланд је насеље у Италији у округу Савона, региону Лигурија.
Према процени из 2011. у насељу је живело 160 становника. Насеље се налази на надморској висини од 82 м.